# Christopher Ricks
Sir Christopher Bruce Ricks (* 18. September 1933 in Beckenham, Kent (heute: London), England) ist ein englischer Literaturwissenschaftler und Literaturkritiker. Er war von 2004 bis 2009 Oxford Professor of Poetry und lehrt an der Boston University.

## Leben und Werk
Ricks' Eltern betrieben eine Kürschnerei; sie ließen sich scheiden, als Christopher Ricks drei Jahre alt war. Er besuchte die private King Alfred's School, etwa zur gleichen Zeit wie der Jockey Lester Piggott. Zum Schulabschluss erhielt er ein Stipendium für die Universität Oxford und begann 1953 dort am Balliol College sein Studium, nachdem er zwei Jahre Militärdienst in Ägypten leistete und in der Britischen Armee den Rang eines 2nd Lieutenant erreichte.
1956 heiratete er Kirsten Jensen, mit der er zwei Söhne und zwei Töchter hat. Die Ehe wurde in den siebziger Jahren wieder geschieden. 1977 heiratete er die amerikanische Fotografin Judith Aronson. Aus dieser Ehe gingen zwei Töchter und ein Sohn hervor.
Ab 1957 forschte und lehrte Ricks in Oxford, zunächst am Balliol College, dann am Worcester College. Schon während seines Studiums begann er Kritiken in englischen Zeitschriften (dem Spectator und dem New Statesman) zu veröffentlichen. 1963 schrieb er sein erstes Buch über John Milton.
Er wechselte 1968 an die Universität Bristol, arbeitete dort über John Keats und gab eine Sammlung von Gedichten von Alfred Tennyson heraus. 1975 berief ihn die Universität Cambridge zum King Edward VII Professor of English Literature. 1986 zog er in die Vereinigten Staaten und übernahm eine Professur an der Boston University. Als Herausgeber verantwortete er Sammlungen viktorianischer Dichtung, von A. E. Housman, aber auch Bücher über moderne Dichter wie T. S. Eliot, Samuel Beckett und Bob Dylan.
1975 wurde er zum Mitglied der British Academy gewählt. 2003 erhielt er den mit 1,5 Millionen US-Dollar dotierten Mellon Foundation Distinguished Achievement Award. 2004 wurde er zum Oxford Professor of Poetry berufen. 2007/2008 amtierte er als Präsident der Association of Literary Scholars, Critics, and Writers. 2009 wurde er in den Adelsstand erhoben.
Er lebt in Boston und in Gloucestershire.

## Rezeption
W. H. Auden beschrieb Ricks als the kind of critic every poet dreams of finding. (deutsch: die Art Kritiker, die zu finden jeder Dichter träumt)